# Поляк Олександр Володимирович
Олекса́ндр Володи́мирович По́ляк (23 вересня 1948, місто Запоріжжя — 22 лютого 2003, місто Запоріжжя) — працівник правоохоронних органів, мер міста Запоріжжя у 2000–2003 роках. Генерал-майор міліції. Магістр юридичних наук ЮНЕСКО.

## Життєпис
З вересня 1956 по червень 1964 року — учень Запорізької середньої школи № 41. У вересні 1964 — березні 1968 року — студент Запорізького гідроенергетичного технікуму.
У травні 1968 — червні 1970 року — служба в Радянській армії (місто Ліда, Білоруська РСР).
У липні 1970 — лютому 1971 року — міліціонер медичного витверезника, у лютому — жовтні 1971 року — командир взводу УВС Запорізького міськвиконкому.
У жовтні 1971 — жовтні 1973 року — курсант слідчого відділення Саратовської спеціальної школи міліції МВС СРСР. У 1973—1976 роках заочно навчався в Академії МВС СРСР за спеціальністю «правознавство».
У жовтні 1973 — жовтні 1974 року — слідчий, у жовтні 1974 — вересні 1975 року — старший слідчий Куйбишевського районного відділу УВС Запорізької області. У вересні — грудні 1975 року — слідчий, у грудні 1975 — липні 1978 року — начальник слідчого відділу Вільнянського районного відділу УВС Запорізької області.
У липні — серпні 1978 року — слідчий, у серпні 1978 — березні 1979 року — старший слідчий слідчого відділу, у березні 1979 — жовтні 1985 року — заступник начальника слідчого управління, начальник слідчої частини УВС Запорізького облвиконкому. Член КПРС з вересня 1979 по 1991 рік.
У жовтні 1985 — 1991 року — начальник Головного управління внутрішніх справ (ГУВС) міста Запоріжжя.
У 1991—1998 роках — 1-й заступник начальника УМВС України в Запорізькій області —– начальник кримінальної міліції УВС Запорізької області. У 1998 вийшов у запас. У 1998—2000 роках займався політичною і громадською діяльністю.
1998 рік — кандидат у мери Запоріжжя, в результаті фальсифікацій перемога присуджена кандидату від влади, хоча запорожці проголосували за генерала міліції. У червні 2000 року на позачергових виборах обраний міським головою Запоріжжя, в березні 2002 року став мером повторно (його підтримали 252 000 запорожців, майже 40 % виборців).
4 червня 2000 — 22 лютого 2003 року — Запорізький міський голова. У ці часи створено нову площу, яка 2005 року була названа його іменем. Президент Запорізької обласної федерації футболу (2001—2003).
Помер 2003 року від інфаркту. Похований на Осипенківському цвинтарі поруч з могилою батьків.

## Версія смерті
За популярною, хоча офіційно не підтвердженою версією Олександр Поляк не вмер від інфаркту, але був убитий за відмову потиснути руку тодішньому прем'єр-міністру України Віктору Януковичу. 17 лютого 2003 року Янукович прилетів до Запоріжжя, щоб заручитися підтримкою влади Запоріжжя на майбутніх виборах. У ресторані «Хортиця» перед численною світою прем'єр-міністра й міського голови Запоріжжя колишній генерал-майор міліції Олександр Поляк на простягнуту руку Віктора Януковича відповів: «Генерал міліції бандиту руки не подасть». Після чого Янукович злим залишив ресторан. Поляк помер через декілька днів у ніч на 22 лютого 2003 року. Київські слідчі свідчили, що у нього йшла піна з рота, що є свідчення отруєння, а не серцевого нападу. Похорон Поляка стався у поспіху на наступний ранок 23 лютого.

## Нагороди
Нагороджений орденом Пошани (2002), орденом «За заслуги» III ступеня (2002), радянськими медалями «За бездоганну службу» III ступеня (1978), II ступеня (1983), пам'ятною медаллю Запорізької обласної державної адміністрації «За розвиток регіону» (2002), заохочувальною відзнакою «10 років внутрішнім військам МВС України». Рішенням міської ради від 16 липня 2003 р. присвоєно звання «Почесний громадянин Запоріжжя».

## Пам'ять
У місті Запоріжжя є Площа Поляка (має назву з 11 жовтня 2005 р.).

## Стипендіати
За рішенням Олександра Поляка у м. Запоріжжя було введено стипендію для найкращих студентів Запорізьких вищих навчальних закладів. Серед стипендіатів Запорізького міського голови О.Поляка під час навчання був Куценко Владислав Ігорович — український прокурор, юрист, економіст, правозахисник, кандидат наук.